# Lince-pardo
O lince-pardo ou lince-vermelho (nome científico: Lynx rufus) é um felídeo selvagem nativo da América do Norte. Com doze subespécies reconhecidas, esse animal pode ser encontrado entre o sul do Canadá e o norte do México, incluindo a maioria dos Estados Unidos continentais. O lince-pardo é um predador adaptável que habita ambientes diversos, tais como florestas, semi-desertos, zonas urbanas ou até pantanosas. Os linces-pardos vivem numa determinada área que varia conforme a estação do ano.
Fisicamente, o Lynx rufus possui listas pretas características nas patas dianteiras e na cauda. As suas orelhas são proeminentemente pontiagudas com pequenos tufos pretos nas pontas. A sua cauda é curta e grossa, de ponta preta e distingue-se de outras espécies de lince pela lista branca que possui por baixo da cauda. O seu pelo é normalmente de cor cinza ou de vários tons de castanho avermelhado, intercalando com manchas pretas ou dissipando-se nos tons claros das partes inferiores do seu corpo. Um macho adulto tem aproximadamente 90 cm de comprimento e varia entre os sete e os quatorze kg, e é geralmente 30 a 40% maior que a fêmea.
É um animal carnívoro e, embora prefira se alimentar com coelhos e lebres, também pode caçar desde insetos e pequenos roedores a quadrúpedes de maior porte, tais como o cervo. A localização, estação do ano e escassez das presas influenciam bastante as suas escolhas enquanto predador. Como a maioria dos felinos, é territorialista e geralmente solitário, embora possa acontecer de mais de um indivíduo habitar uma área. Eles utilizam vários métodos para determinar os limites de seu território, tais como marcações com as garras, urina e fezes.
O lince-pardo acasala entre o inverno e a primavera e tem um período de gestação de cerca de dois meses. Embora tenham sido extensivamente caçados por humanos, por esporte ou peles, sua população se provou resistente. A espécie continua com um número estável e a população é saudável. Eles fazem parte da mitologia nativo americana e do folclore dos colonizadores europeus.

## Taxonomia
O lince-pardo foi descrito por Johann Christian Daniel von Schreber, em 1777, inicialmente no gênero Felis. A classificação da espécie como Lynx rufus foi debatida como parte de uma questão mais ampla: se as quatro espécies de Lynx deveriam possuir seu próprio gênero ou ser classificadas como um subgênero de Felis, fazendo dela Felis (Lynx) rufus. O gênero Lynx é aceito atualmente e o lince-pardo é referido como Lynx rufus nas fontes taxonômicas.
Johnson et al. reportou que Lynx compartilha o clado com as linhagens do  puma, dos Prionailurus e do gato doméstico, cerca 7,5 milhões de anos atrás, quando a linhagem do gênero Lynx passou a evoluir independentemente das desses felinos. Dentro do gênero, L. rufus foi a primeira espécie a divergir, cerca de 3,24 milhões de anos atrás.
Acredita-se que o Lynx rufus tenha se desenvolvido a partir dos linces-euroasiáticos (Lynx lynx), que chegaram à América do Norte pela Ponte Terrestre de Bering durante o Pleistoceno, há aproximadamente 2,6 milhões de anos. O primeiro grupo se estabeleceu na porção sul da América do Norte, que foi logo separada do norte pelas geleiras. Essa população virou o lince-pardo moderno cerca de 20 mil anos atrás. Uma segunda leva deixou a Ásia e se instalou no norte, e evoluiu no lince-do-canadá moderno. Pode ocorrer ocasionalmente hibridação entre o lince-pardo e o lince-do-canadá.

### Subespécies
Atualmente são reconhecidas treze subespécies de lince-pardo:
- L. rufus rufus – leste e centro-oeste dos Estados Unidos.
- L. rufus gigas  – do norte de Nova Iorque a Nova Escócia e Nova Brunswick.
- L. rufus floridanus – sudeste dos Estados Unidos, arredores do rio Mississippi, sudeste do Missouri e sul de Illinois.
- L. rufus superiorensis – oeste da área dos Grandes Lagos, incluindo a alta Michigan, Wisconsin, o sul e Ontário e maior parte do Minnesota.
- L. rufus baileyi – sudoeste dos Estados Unidos e noroeste do México.
- L. rufus californicus – arredores da Serra Nevada, Califórnia.
- L. rufus mohavensis - Deserto de Mojave, Califórnia.
- L. rufus escuinipae – México central, com uma extensão ao norte ao longo da costa oeste e sul de Sonora.
- L. rufus fasciatus – Oregon, Washington, oeste da Cordilheira das Cascatas, noroeste da Califórnia e sudoeste da Colúmbia Britânica.
- L. rufus oaxacensis – Oaxaca.
- L. rufus pallescens (Merriam) – noroeste dos Estados Unidos e sul da Colúmbia Britânica, Alberta e Saskatchewan.
- L. rufus peninsularis – Baja California.
- L. rufus texensis (Mearns) – oeste de Louisiana, Texas, central sul de  Oklahoma e sul de Tamaulipas, Nuevo León e Coahuila.[4][9]

A divisão em subespécies já foi contestada, devido a falta de diferenças geográficas claras e a grande semelhança entre elas.

## Características físicas

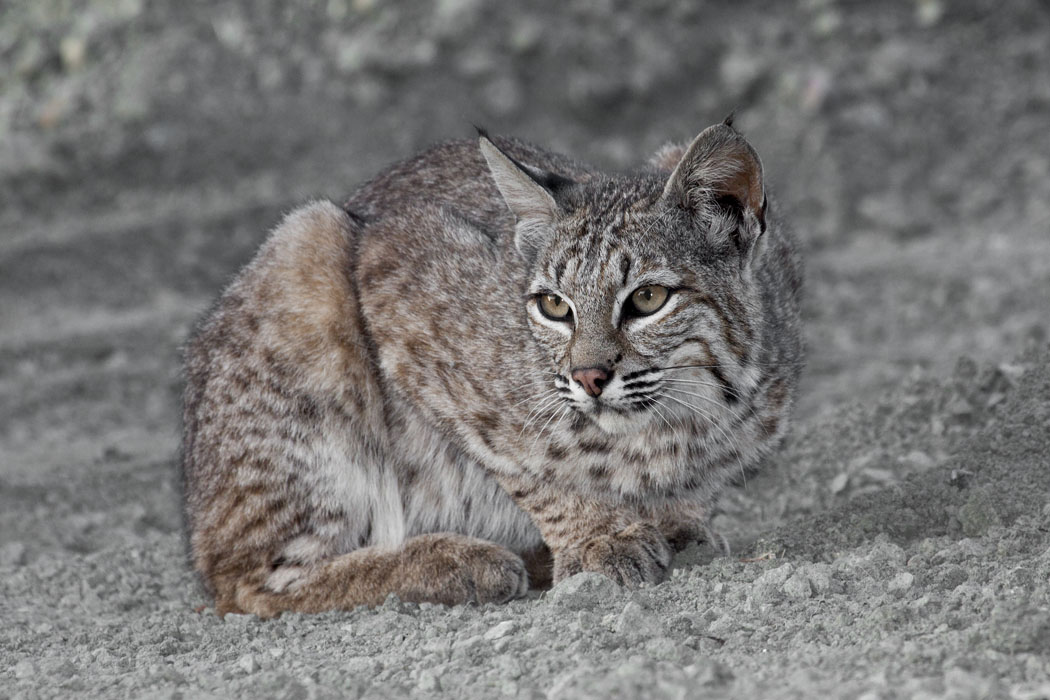
Um lince-pardo avistado na Califórnia.

O lince-pardo é fisicamente semelhante às outras espécies de Lynx, mas é em média o menor entre as quatro. Sua pele é variável, embora geralmente entre castanho e marrom acinzentado, com faixas pretas no corpo e partes escurecidas nas patas e cauda. Ele tem uma cor base cinza, amarelada ou vermelho-amarronzada no seu rosto, lados e costas. Sua coloração manchada funciona como camuflagem. As orelhas são pontiagudas e escuras nas pontas, com pequenos tufos. Em geral há uma cor esbranquiçada nos lábios, queixo e partes inferiores. Os lince-vermelhos das regiões desertas no sul possuem as peles de cores mais claras, enquanto os do norte, de áreas arborizadas, são mais escuros. Os filhotes já nascem peludos e com manchas. A face aparenta ser vasta devido aos rufos de pelo que possuem abaixo das orelhas. Seus olhos são amarelos com pupilas pretas. As pupilas são arrodeadas por círculos negros e ficam totalmente dilatadas durante o período noturno para maximizar a recepção de luz. O nariz é de um vermelho rosado. Alguns exemplares com melanismo foram avistados e capturados na Flórida; eles são pretos, mas ainda existem as manchas. A espécie possui uma audição e visão afiada, e um bom faro; eles são excelentes escaladores e podem nadar se precisarem, mas normalmente evitam a água.

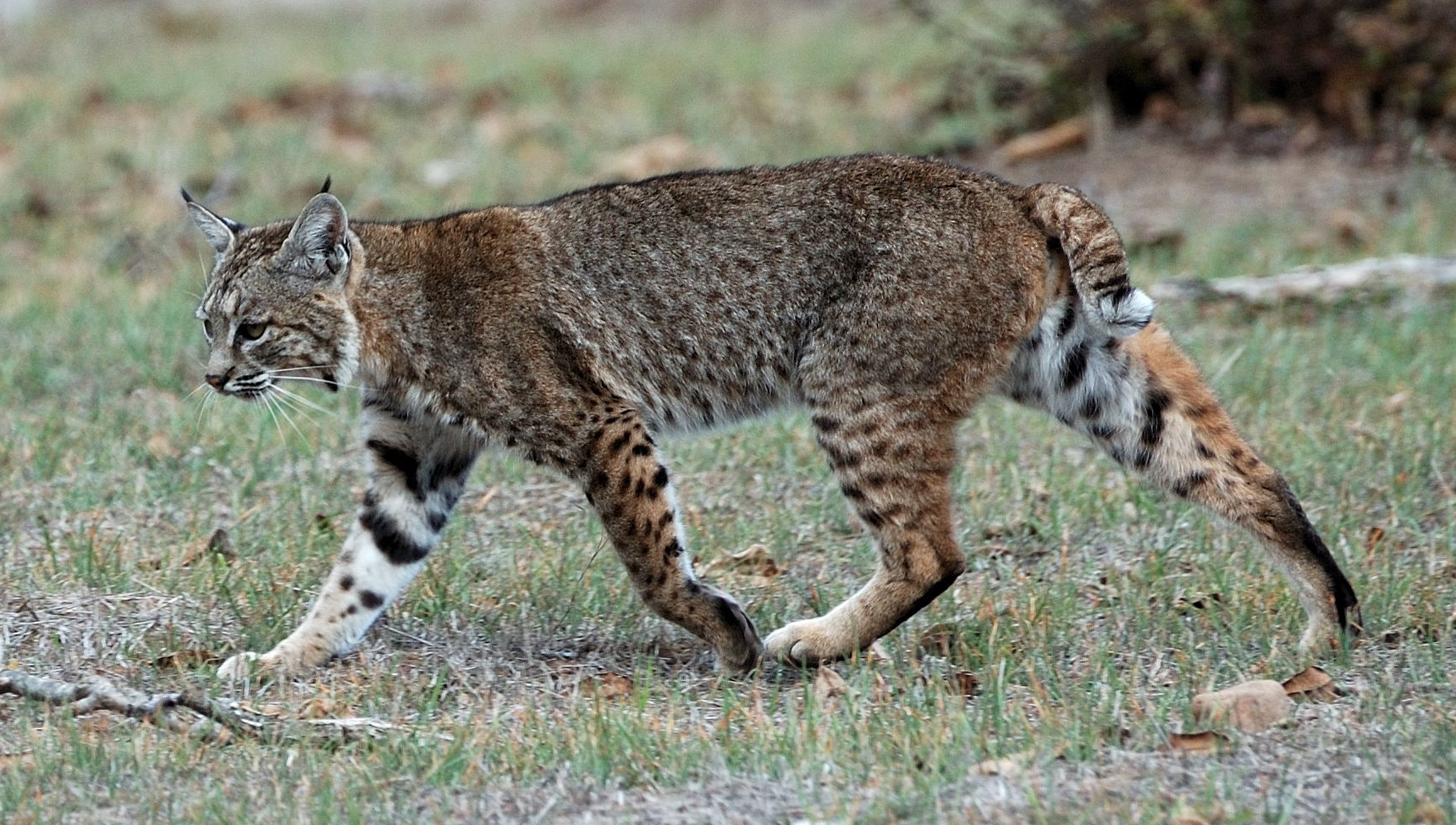
Espécime também avistada na Califórnia, na trilha de Calero Creek.

Um lince-pardo adulto mede de 47,5 e 125 centímetros entre a cabeça e a base da cauda, em média 82,7 cm; a cauda atarracada adiciona de 9 a 20 cm e, devido a sua aparência "cortada" (bobbed), foi dado o nome da espécie em inglês, bobcat. Um adulto tem de 30 a 60 cm nos ombros. Um macho adulto pode pesar entre 6,4 e 18,3 quilogramas, em média 9,6 kg; as fêmeas, entre quatro e 15,3 kg, em média 6,8 kg. O lince-vermelho com maior peso comprovado possuía 22,2 kg, embora existam relatos não confirmados deles chegando a 27 kg; em 20 de junho de 2012, após um atropelamento em New Hampshire, o peso do animal foi registrado como 27 kg. A espécie é musculosa e suas patas traseiras são mais longas que as dianteiras, dando-lhe um andar balançado. Eles nascem pesando entre 270 e 340 gramas e medindo cerca de 25 cm. Em seu primeiro ano, alcançam aproximadamente 4,5 kg.
Os linces-pardos mais largos são do leste do Canadá e norte da Nova Inglaterra, da subespécie L. r. gigas, enquanto os menos largos são do sul, da subespécie L. r. floridanus, especialmente os do sul da cordilheira Apalaches. Eles também crescem mais em habitats abertos. Uma comparação morfológica feita no leste dos Estados Unidos encontrou uma divergência na localização dos maiores espécimes masculinos e femininos, sugerindo restrições diferentes na seleção natural dos sexos.

## Comportamento
É um animal crepuscular. Ele se coloca em movimento a partir de três horas antes do pôr do sol e continua até perto da meia-noite, e então novamente antes do amanhecer até três horas depois do nascer do sol. Todas as noites ele se afasta de três a onze km de seu lar habitual. Esse comportamento pode ser apenas sazonal, já que eles são mais diurnos durante o outono e o inverno, como uma resposta à atividade de suas presas, mais ativas durante os meses mais frios.

### Estrutura social e território
As atividades dos linces-pardos são restritas a territórios bem definidos, cujo tamanho pode variar de acordo com seu gênero ou a distribuição das presas. O local que habitam é marcado com o cheiro de suas fezes e urina, além das marcas que faz em árvores. Nessa área, o animal terá vários locais para servirem de refúgio - comumente uma toca principal e vários abrigos auxiliares ao redor dela, como troncos ocos, pilhas de gravetos, moitas e/ou grandes pedras. Ele deixa seu cheiro bastante forte na toca.

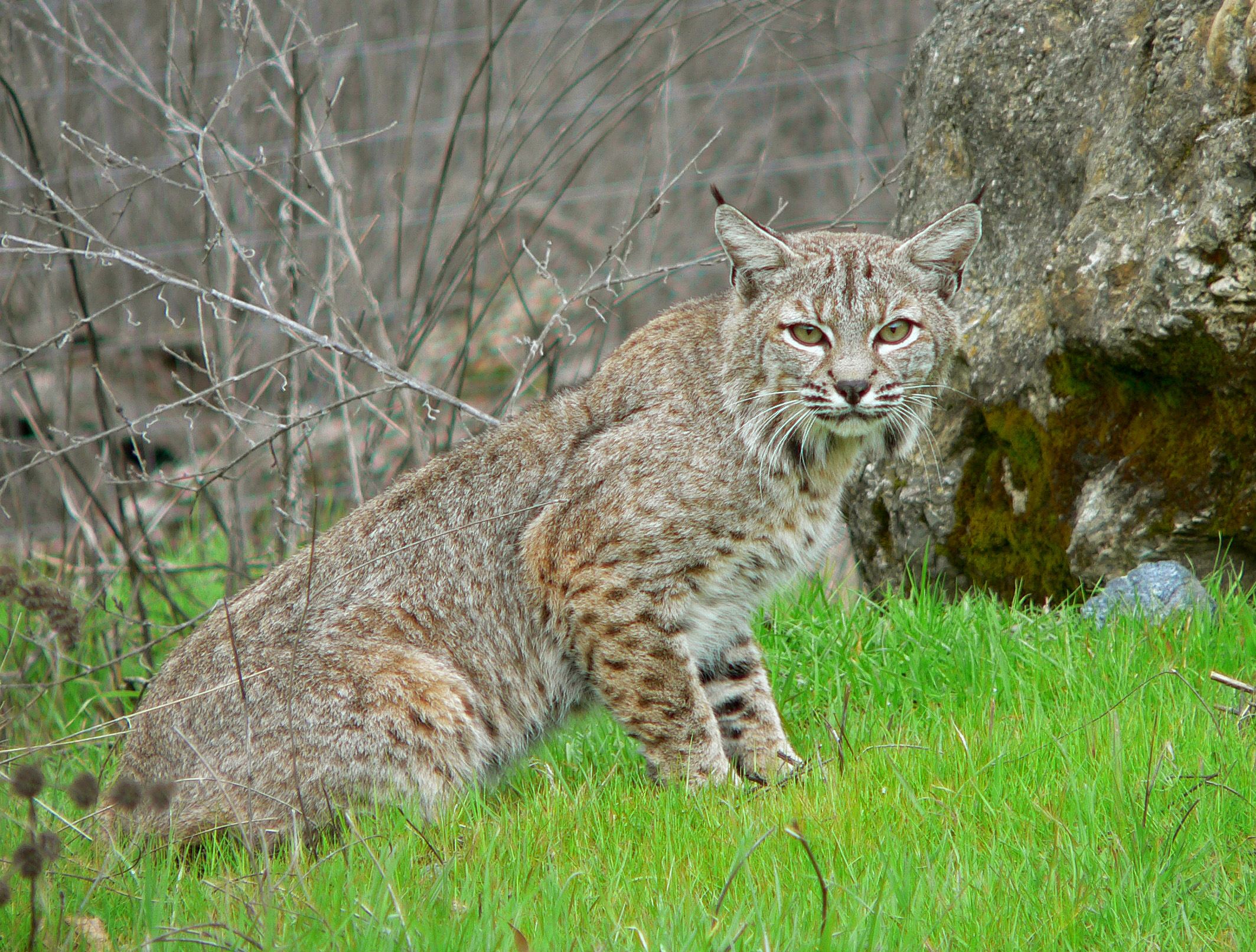
Animal utilizando gravetos como abrigo.

O tamanho do território dos linces-pardos pode variar significativamente; um sumário da União Internacional para a Conservação da Natureza e dos Recursos Naturais (IUCN) afirma que pode medir entre 0,052 e 330 quilômetros quadrados. Um estudo realizado no Kansas descobriu machos que utilizavam uma área de 21 km² e fêmeas com menos da metade disso. Alguns deles, no entanto, possuem territórios não muito definidos. Os filhotes usam uma área menor, de aproximadamente oito km². Outros estudos mostraram que o afastamento do local de nascimento é maior entre os machos.
Relatórios sobre variação sazonal do tamanho do território foram algumas vezes contraditórios. Um estudo descobriu uma grande variação nos dos machos, de 41 km² no verão para 100 km² no inverno. Outro, que as fêmeas, especialmente as reprodutivamente ativas, expandiam seus território no inverno, mas os machos meramente se deslocaram sem expandir a área, o que foi compatível com numerosos estudos anteriores. Outra pesquisa feita em vários estados dos Estados Unidos mostrou pouca ou nenhuma variação sazonal.
Como a maioria dos felinos, o Lynx rufus é solitário, mas pode acontecer de compartilharem um território. Os machos em geral aceitam isso melhor do que as fêmeas, algo incomum quando comparado com espécies semelhantes. Por serem menores, duas ou mais fêmeas podem residir no território de um macho. Quando vários machos desejam uma mesma área, é estabelecida uma hierarquia de dominação que resulta na expulsão dos que se mudaram. Assim como as diferenças das estimativas de tamanho de território, a densidade da população diverge - entre um e 38 linces-pardos por 65 km², de acordo com um estudo. A média é calculada em um a cada 10 km². Foi observada uma ligação entre a densidade da população e a proporção dos sexos: um estudo notou que um grupo denso na Califórnia tinha um índice de 2,1 machos para cada fêmea. Quando a densidade caiu, a proporção foi para 0,86 macho por fêmea. Outro estudo observou uma situação semelhante, e sugeriu que os machos poderiam lidar melhor com maior competição, o que ajudou a limitar a reprodução até vários fatores diminuírem a densidade.

### Hábitos alimentares
Essa espécie pode passar longos períodos sem comer, mas se alimenta bastante se as presas forem abundantes. Sua técnica de caça consiste em observar a presa e então a emboscar em uma curta perseguição ou ataque repentino. Sua preferência são mamíferos de pequeno porte, mas a presa principal varia de acordo com a região. No leste dos Estados Unidos são coelhos, principalmente o coelho-da-Flórida, já no norte são as lebres, sendo a lebre-americana a mais comum. Quando essas suas espécies coexistem, como na Nova Inglaterra, elas são a principal fonte de alimento do lince-pardo. No sul, os coelhos e lebres são ocasionalmente substituídos por roedores como a principal fonte. Ao contrário do lince-do-canadá, esse animal não hesita em variar sua alimentação. Pesquisas mostraram que esse diversificação está diretamente ligada ao declínio no número de suas presas favoritas; sua abundância é um fator determinante para a dieta.

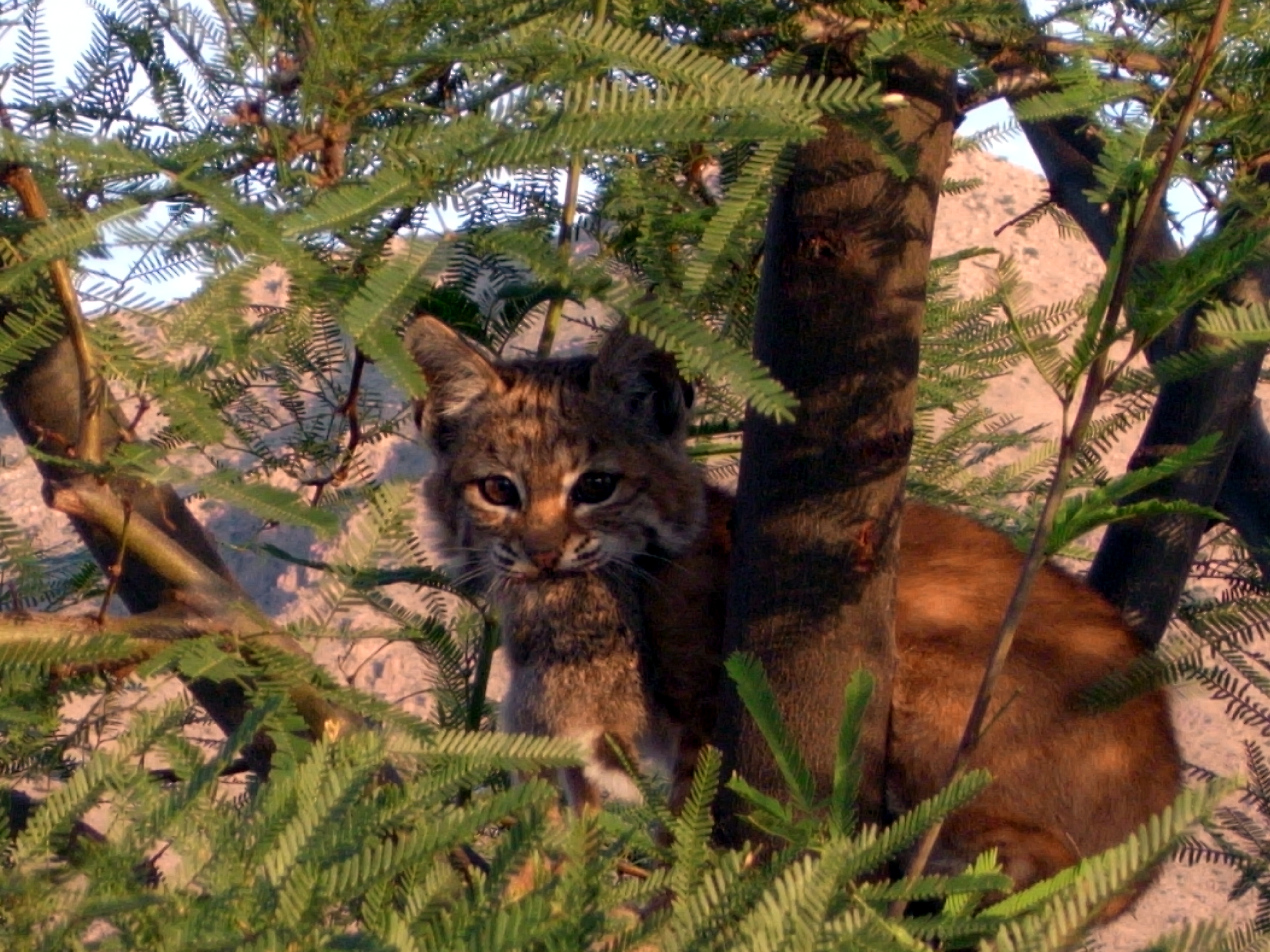
Coelhos e lebres, além de roedores, são a principal fonte de alimentação do lince-pardo.

O lince-vermelho caça animais de tamanhos distintos, e ajusta sua técnica de acordo com isso. Com pequenos animais, como roedores, esquilos, pássaros, peixes e insetos, eles procuram áreas conhecidamente abundante em presas, esperam que uma vítima se aproxime e então atacam com suas afiadas garras retráteis. Se o objetivo for um animal um pouco maior, como coelhos e lebres, ele irá observar escondido e esperar até que eles estejam a uma distância de seis a onze metros antes de fazer um ataque rápido. Embora seja pouco comum, eles podem se alimentar de animais maiores, como jovens ungulados, e outros carnívoros, como raposas, visons, gambás ou até pequenos cachorros e gatos domésticos. A espécie é considerada a maior ameaça predadora para o grou-americano, espécie em perigo. Ocasionalmente eles conseguem capturar animais da pecuária; apesar de não existirem registros de animais maiores como bovinos e cavalos serem atacados, apresentam uma ameaça para ovelhas e bodes. De acordo com a National Agricultural Statistics Service (NASS), os linces-pardos foram responsáveis pela morte de 11.100 ovelhas apenas em 2004, 4,9% das causadas por predadores nesse ano nos Estados Unidos. No entanto, parte pode não ter sido identificada corretamente, pois sabe-se que a espécie também se alimenta de restos de animais que outros mataram.
Há ocorrências de caça de cervos, especialmente no inverno, quando presas menores são escassas ou há abundância de cervos. Um estudo realizado nos Everglades mostrou que a maior parte das mortes (33 de 39) era de filhotes, mas eles poderiam atacar com sucesso uma presa com até oito vezes seu peso. Os linces observam os cervos, geralmente quando eles estão deitados, então atacam rapidamente. Nas raras ocasiões em que conseguem matá-los, eles costumam enterrar a carcaça e voltar para se alimentar diversas vezes. A base da caça do lince-pardo coincide com a de outros predadores de tamanho médio de nicho ecológico similar. Pesquisas feitas no Maine mostraram pouca evidência de competição entre ele e o coiote ou raposa-vermelha; o fato de estarem distantes ou em uma mesma área não mostrou diferença entre os animais monitorados simultaneamente.  No entanto, outros estudos descobriram que a população de linces-pardos diminui quando próxima de muitos coiotes, com a maior inclinação social do canídeo lhe dando uma possível vantagem competitiva. Com o lince-do-canadá, porém, a relação interespecífica afeta sua distribuição: a exclusão competitiva por parte do lince-pardo provavelmente preveniu qualquer tentativa de expansão de território para o sul por parte de seu parente felino. de acordo com estudos feitos, lobos são os predadores com os quais os encontros com linces são mais raros. Normalmente a população de linces-vermelhos tende a diminuir quando em uma área na qual possui uma população considerável de lobos. Os lobos tendem a matar o lince vermelho normalmente quando não há muitas presas, afim de evitar tanto a competição, os lobos não caçam tanto coelhos portanto não chegam a ser uma concorrência tão frequente mas sim uma espécie de predador, limitando os números dos linces.

### Reprodução e ciclo de vida

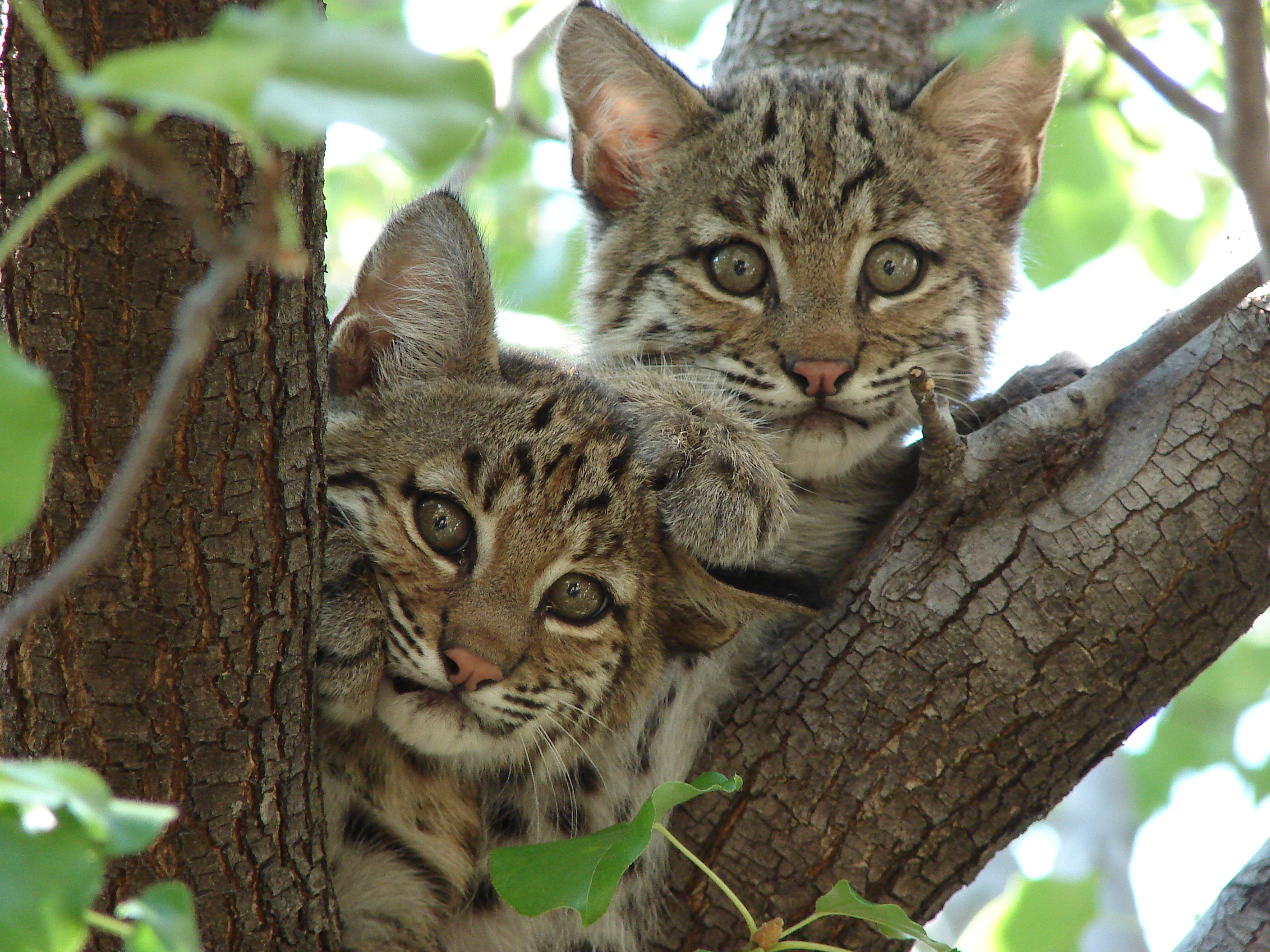
Filhotes de lince-vermelho (aprox. 2-4 meses) no Texas.

Os linces-pardos vivem em média de seis a oito anos, com alguns poucos passando dos dez. A vida mais longa registrada por esse animal foi de 16 anos na vida selvagem e 32 em cativeiro.
Eles geralmente começam a copular em seu segundo verão, embora as fêmeas possam começar logo após seu primeiro ano. A produção de esperma é iniciada todos os anos em setembro ou outubro, e o macho estará fértil no verão. Um macho dominante acompanha a fêmea e cruza com ela várias vezes, em geral entre o inverno e o início da primavera; isso varia de acordo com a localização, mas a maioria ocorre durante fevereiro ou março. O casal pode realizar uma série de ações diferentes, como colidir, perseguir e emboscar. Outros machos podem estar presentes, mas não se envolvem. Quando o macho percebe que a fêmea é receptiva, ele finalmente realiza a cópula. Depois, é possível que a fêmea cruze com outros machos, e eles próprios geralmente copulam com várias fêmeas. Durante a corte, o sempre silencioso animal costuma dar gritos altos, silvos ou fazer outros sons. Um estudo feito no Texas sugeriu que um território estabelecido é necessário para a cópula; animais estudados que não o possuíam não tiveram prole identificada. O ciclo estral da fêmea dura 44 dias, com o cio durando de cinco a dez dias. Os linces-pardos permanecem reprodutivamente ativos ao longo de suas vidas.
A fêmea cria os filhotes sozinha. Em um máximo de seis, mas comumente de dois a quatro, os filhotes nascem em abril ou maio, depois de 60 a 70 dias de gestação. É possível que haja uma segunda ninhada, nascida até setembro. A fêmea costuma dar à luz em algum lugar fechado, como uma pequena caverna ou tronco oco. Os pequenos abrem seus olhos entre o nono e décimo dia e começam a explorar o ambiente com quatro semanas. Eles são desmamados com cerca de dois meses e quando completam entre três e cinco, começam a sair com a mãe. Estarão caçando sozinhos por volta do outono de seu primeiro ano e costumam se dispersar pouco depois. Em Michigan, no entanto, são observados alguns que ficam com a mãe até a outra primavera.

## Distribuição e habitat
O lince-pardo é um animal adaptável. Prefere florestas - decíduas, coníferas ou mistas - mas, diferente das outras espécies de Lynx, não depende exclusivamente de florestas profundas. Pode viver dos pântanos úmidos da Flórida e desertos do Texas às áreas de montanhas rochosas. Nesses casos, cria seu lar perto de áreas agrícolas; se o local tiver aberturas em rochas ou árvores, serão usadas como camuflagem. Para que se estabeleça numa área, é preciso que haja quantidade suficiente de presas, além de outros fatores que influenciam, como oferecer proteção contra tempo severo, bons lugares para repouso e outros em que possam se ocultar para caçar ou fugir caso seja necessário, além de pouco distúrbio.

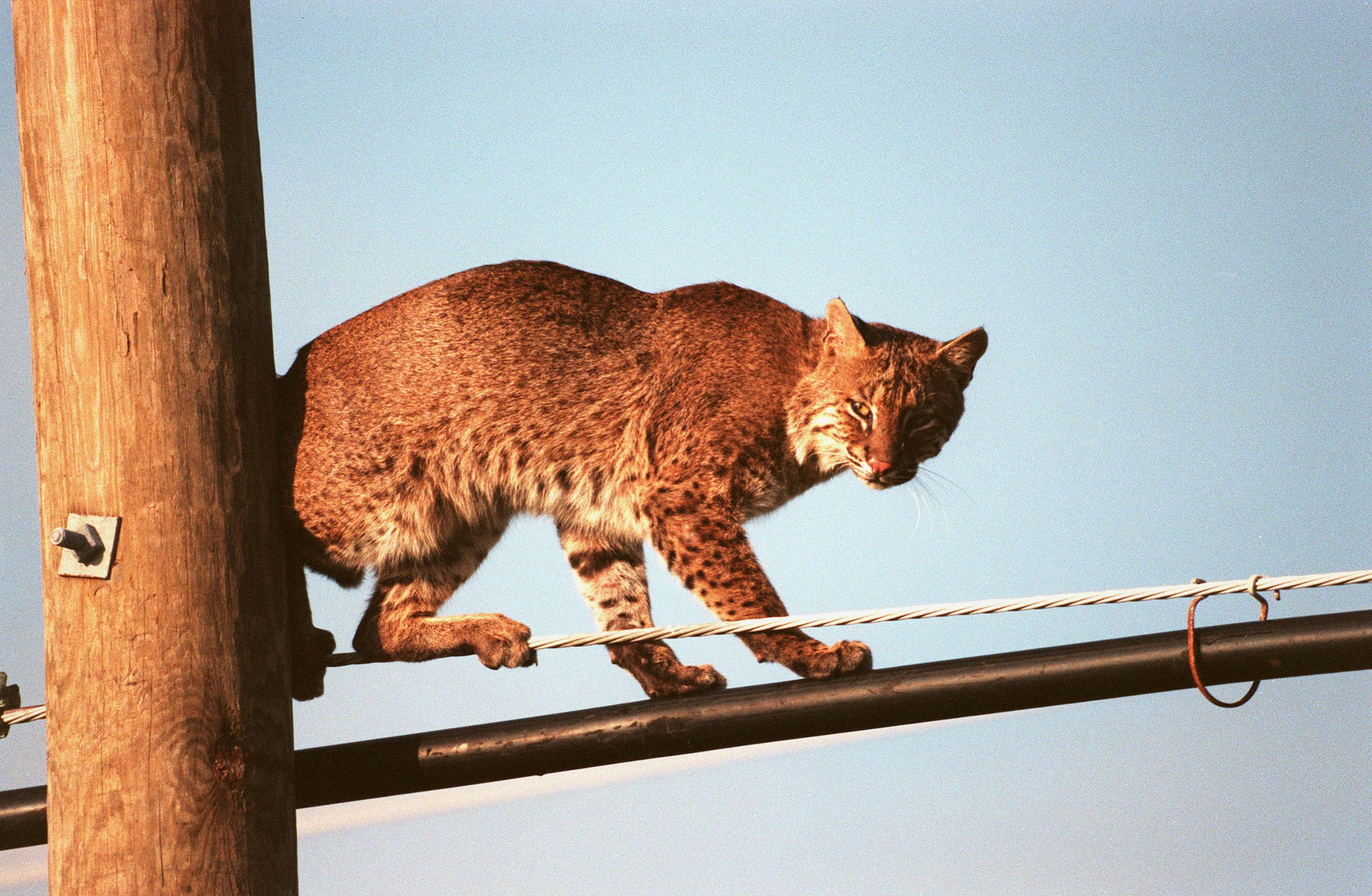
Um exemplar da espécie nos arredores de área urbana.

Os territórios da população não parecem ser limitados pelos humanos, enquanto puderem contar com um habitat apropriado; apenas áreas muito grandes e intensamente cultivadas não se adequam. O animal pode inclusive aparecer nos limites das áreas urbanas, se estiverem próximas o bastante dos habitats naturais. Se forem perseguidos por cachorros, geralmente sobem em árvores.
A distribuição histórica da espécie começa no sul do Canadá e atravessa os Estados Unidos até o norte do México, chegando no máximo ao estado de Oaxaca, e ainda persistem nesse território. Acredita-se que áreas como o sul de Minnesota, o leste da Dakota do Sul e a maior parte do Missouri deixaram de ser habitadas por causa de modernizações na agricultura. Embora não vivam mais no oeste de Nova York e na Pensilvânia, muitos avistamentos de linces-pardos (incluindo espécimes mortas) foram reportados nas proximidades.
A população canadense é limitada tanto pelo clima quanto pela presença do Lynx canadensis. Não toleram excesso de neve e esperam o fim das tempestades em espaços protegidos; não contam com as patas grandes e acolchoadas da outra espécie e não conseguem distribuir seu peso para andar na neve com a mesma eficiência. No entanto, o Lynx rufus não fica em completa desvantagem quando seu território coincide com o do felino maior: já foram observados deslocamentos do lince-do-canadá por causa de linces-pardos agressivos quando interagiram na Nova Escócia, enquanto o desmatamento de florestas coníferas para agricultura provocou  um recuo para o norte do lince-do-canadá, que abriu espaço para os outros.

## Ecologia

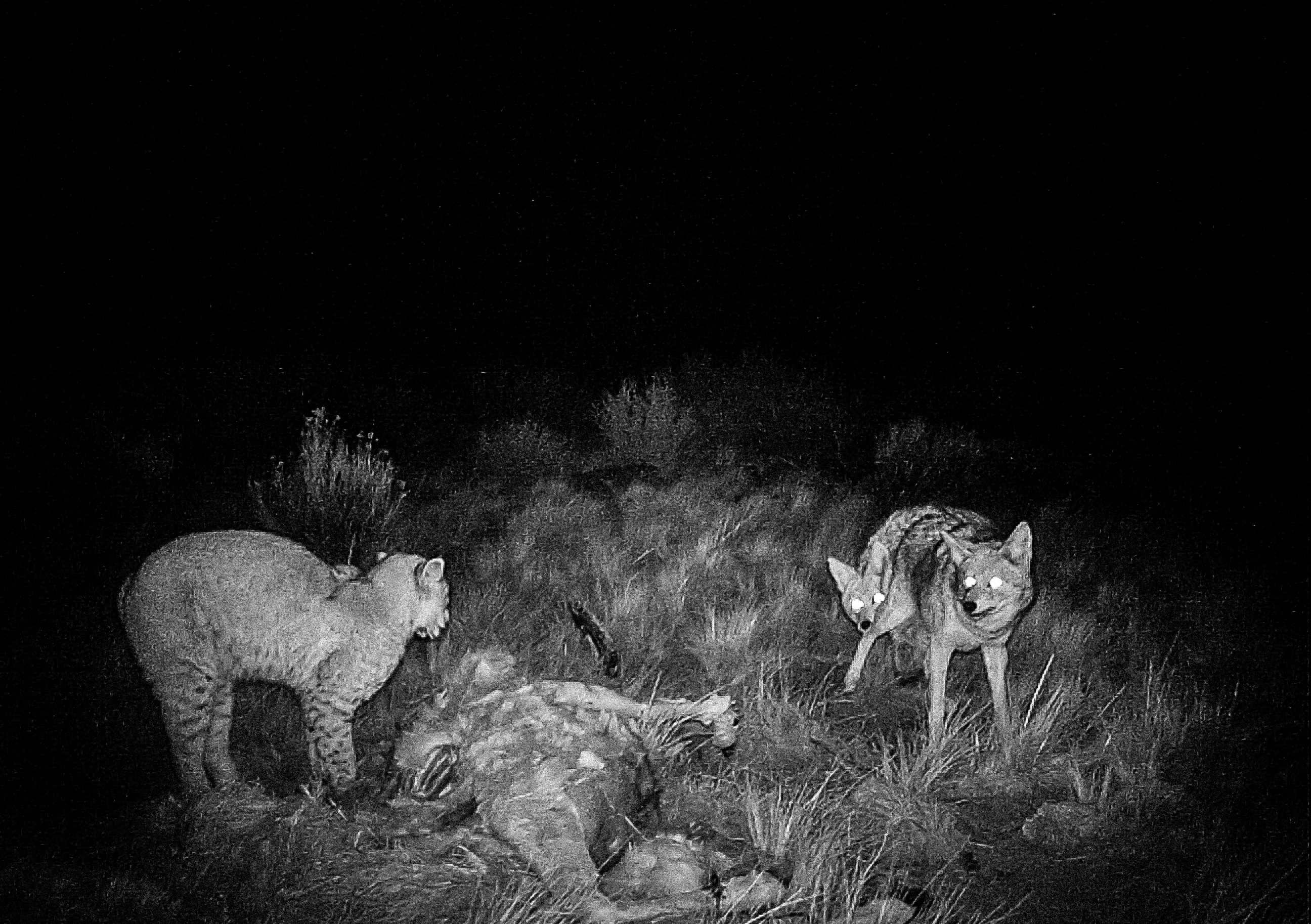
Interação hostil entre lince-pardo e par de coiotes.

Os linces-pardos adultos têm poucos predadores além do homem, embora eles possam ser mortos em conflitos internos. É possível que suçuaranas e lobos cinzentos matem-nos, algo observado repetidas vezes no Parque Nacional de Yellowstone. Coiotes também já mataram linces-pardos, adultos e filhotes. Os filhotes são vulneráveis a diversos predadores, incluindo corujas, águias, raposas, assim como outros linces-pardos adultos; quando a presa não é abundante, poucos filhotes conseguem chegar a idade adulta.
Doenças, atropelamentos, caça e fome são outras das principais causas de morte. Jovens mostram alto índice de mortalidade pouco depois de deixar as mães, enquanto ainda estão aperfeiçoando suas técnicas de caça. Um estudo feito com quinze desses animais mostrou um índice de sobrevivência para os dois sexos de 0,62, em compatibilidade com outra pesquisa que teve como resultado algo entre 0,56 e 0,67. Há relatos de canibalismo entre adultos quando as presas são poucas, mas isso é raro e não tem uma influência significante na população.
A espécie pode sofrer com parasitas, em sua maioria carrapatos e pulgas, que muitas vezes pegam de suas presas, especialmente os coelhos e esquilos. Parasitas internos (endoparasitas) são ainda mais comuns. Uma pesquisa encontrou uma média de infecção de 52% com o Toxoplasma gondii, mas com grandes diferenças regionais. Um em particular, o Lynxacarus morlani, até hoje só foi encontrado nos linces-pardos. Ainda não foi esclarecido o tamanho do papel dos parasitas na mortalidade deles, mas é provável que seja maior do que a fome, os acidentes e os predadores.

## Conservação
A espécie é listada no Apêndice II da Convenção sobre o Comércio Internacional das Espécies da Fauna e da Flora Silvestres Ameaçadas de Extinção (CITES), o que significa que não é considerada ameaçada, mas que a caça e o comércio devem ser bem monitorados. O animal é regulado nos três países em que vive e alguns deles residem em áreas de conservação nos Estados Unidos, o principal deles. A United States Fish and Wildlife Service estimou em 1988 que o número de linces-pardos nos Estados Unidos estava entre 700 mil e um milhão e quinhentos mil, com o aumento de sua distribuição e densidade populacional sugerindo um número ainda maior nos anos seguintes; por essas razões os Estados Unidos solicitou que a CITES removesse a espécie do Apêndice II. A população no Canadá e no México também continua estável e saudável. A União Internacional para a Conservação da Natureza e dos Recursos Naturais (IUCN) a tem listada como uma espécie "pouco preocupante", notando que é relativamente difundida e abundante.
É considerada em perigo em Ohio, Indiana e Nova Jérsei. Foi removida da lista das espécies ameaçadas de Illinois em 1999 e de Iowa em 2003. Na Pensilvânia, a caça e o comércio limitados voltaram a ser permitidos, depois de serem banidos entre 1970 e 1999. O lince-pardo sofreu uma queda em sua população em Nova Jérsei no início dos anos 2000, principalmente por causa de desenvolvimentos agrícolas e comerciais, que provocaram uma fragmentação de habitat; em 1972, lhe foi dada proteção legal total, e listada como "em perigo" no estado em 1991. A subespécie L. rufus escuinipae, encontrada no México, foi temporariamente considerada ameaçada pela United States Fish and Wildlife Service, mas foi removida da lista em 2005.
O lince-vermelho é usado pelos humanos pelo seu pelo e por esporte; ele tem sido caçado e aprisionado, mas manteve sua população, mesmo no sul dos Estados Unidos, onde a caça é intensa. Os filhotes são mais vulneráveis à caça, por dependerem totalmente da mãe em seus primeiros meses. Nos anos 70 e 80, o preço do pelo da espécie aumentou bastante, mas decaiu nos anos 90. A caça regulada ainda é permitida, com metade das mortes de algumas populações sendo atribuídas a ela. Como resultado, sua taxa de mortalidade é distorcida no inverno, quando geralmente se inicia a temporada de caça.

## Na mitologia
Na mitologia norte-americana, a figura do lince-pardo é muitas vezes colocada ao lado da do coiote em um conto sobre dualidade. O Lynx e o coiote são associados com a névoa e o vento, respectivamente — dois elementos que representam opostos no folclore ameríndio. A história, que tem muitas variações, é encontrada nas culturas nativas da América do Norte (com paralelos na América do Sul). Uma versão, contada pelos Nez Perce, por exemplo, retrata as duas espécies como seres antitéticos. No entanto, outra versão os retrata igualmente. Claude Lévi-Strauss argumentou que o antigo conceito de gêmeos que representam opostos é um tema inerente nas mitologias do Novo Mundo, mas que eles não são figuras igualmente balanceadas, o que representa um dualismo com final em aberto ao invés da dualidade simétrica das culturas do Velho Mundo. A noção mais recente então, Lévi-Strauss sugeriu, é resultado do contato regular entre as culturas europeias e nativas. Adicionalmente, a versão encontrada na história Nez Perce é muito mais complexa, enquanto a da igualidade parece ter perdido o significado do conto original.
Em um conto Shawnee, o lince-vermelho é enganado por um coelho, o que dá origem às suas manchas. Depois de encurralar o coelho em uma árvore, o lince é persuadido a fazer uma fogueira, apenas para que as brasas se espalhem por sua pele, deixando-o chamuscado com manchas de um marrom escuro. Os Mohave acreditavam que sonhar com seres ou objetos lhes dariam suas características como poderes sobrenaturais. Segundo suas crenças, sonhar com duas divindades, pumas ou linces, faria com que tivessem habilidades de caça superiores as das outras tribos.